# 李蘇芳
李蘇芳居士，英文：Susan So Fong Lee，香港佛教界人士，妇女活动家、企业家，前通利琴行董事。

## 经历
香港乐器营销业巨头李子文之长女和唯一女儿，祖籍浙江宁波镇海县，生于香港。自小在美国念书成长。在美获得学士学位、工商管理硕士。后回港接盘家族生意通利琴行，任董事局董事。再赴美修读，获得辅助治疗学博士学位。并于加拿大不列颠哥倫比亞大學輔導心理學系、曼尼托巴大学完成沙維雅系統轉化治療課程。2002年，在美国哈佛法学院修读领导与谈判技艺。2003年在美国纽约及麻省波士顿修读治疗学课程。2004年获得香港大学佛学硕士学位。2005年至2006年，修读香港沙維雅中心“家庭重塑”课程。
早年受家族影响信奉基督教，1985年皈依佛教。1992年至1994年，是香港基督教服務處管理委員首位佛教徒委員。1987年，在香港成立宣隆內觀禪修小組，任组长。2005至2011年，任香港宣隆內觀禪修會主席。2005年，任香港佛法護持會創會主席。2007年4月，创立國際慈慧會。2010年至2012年，任香港佛法護持會副主席。2005年至2012年，任香港佛法護持會董事局董事。2012年，当选澳大利亚西澳佛学会永久会员。亦任直傳靈氣研究会香港会员。创办覺智國際基金會，任副主席。
1994年至2011年，任香港灣仔區少年警訊活動委員會會長。1999年至2002年，任香港旅遊發展局在美國親善大使，负责在美宣传香港旅遊業。2006年6月，委任为香港南區消防安全大使、名譽會長与創會會長。亦担任是香港沙維雅人文發展中心永久會員。任美國維琴尼亞·薩提爾国际联谊会（Virginia Satir Global Network）永久會員。